# Circondario di Benevento
Il circondario di Benevento era uno dei tre circondari in cui era suddivisa la provincia di Benevento, esistito dal 1861 al 1927.

## Storia
Con l'Unità d'Italia (1861) la suddivisione in province e circondari stabilita dal Decreto Rattazzi fu estesa all'intera Penisola.
Il circondario di Benevento fu abolito, come tutti i circondari italiani, nel 1927, nell'ambito della riorganizzazione della struttura statale voluta dal regime fascista. Tutti i comuni che lo componevano rimasero in provincia di Benevento.

## Suddivisione
Nel 1863, la composizione del circondario era la seguente:
1. Mandamento I di Airola
  - Airola, Arpaia, Bucciano, Forchia, Luzzano, Moiano, Paolisi
2. Mandamento II di Benevento
  - Arpaise, Bagnara di Benevento, Benevento, Ceppaloni, Montorsi, Pastene, Perrillo, San Leucio, San Marco ai Monti, Sant'Angelo a Cupolo
3. Mandamento III di Montesarchio
  - Apollosa, Bonea, Montesarchio, Pannarano, Varoni
4. Mandamento IV di Paduli
  - Apice, Buonalbergo, Paduli
5. Mandamento V di Pescolamazza
  - Fragneto l'Abate, Fragneto Monforte, Pago Veiano, Pescolamazza, Pietrelcina
6. Mandamento VI di San Giorgio la Montagna
  - San Giorgio la Montagna, San Martino Ave Gratia Plena, San Nazzaro Calvi, San Nicola Manfredi
7. Mandamento VII di Vitulano
  - Campoli del Monte Taburno, Cautano, Castelpoto, Foglianise, Paupisi, Tocco Caudio, Torrecuso, Vitulano